# Butte (Montana)
Butte es una ciudad situada en el condado de Silver Bow, Montana, Estados Unidos. Tiene una población estimada, a mediados de 2021, de 34 768 habitantes.
En 1977 los Gobiernos de la ciudad y el condado se consolidaron para formar la entidad de Butte-Silver Bow.
Es la quinta ciudad más grande de Montana. Es servida por el aeropuerto Bert Mooney, con el código de aeropuerto BTM.
Fundada en 1864 como un campamento minero en las Montañas Rocosas, Butte experimentó un rápido desarrollo a fines del siglo XIX y fue la primera ciudad industrial importante de Montana. En su apogeo entre finales del siglo XIX y principios del siglo XX, fue una de las ciudades más florecientes a raíz de la explotación de cobre en el oeste americano. Las oportunidades de empleo en las minas atrajeron oleadas de inmigrantes asiáticos y europeos, en particular irlandeses. En 2017 la ciudad tenía la mayor población de estadounidenses irlandeses per cápita de cualquier ciudad de los Estados Unidos.
Butte también fue la sede de varios eventos históricos que involucraron a su industria minera, así como a sindicatos activos y políticos socialistas. El más famoso de ellos fueron los disturbios laborales de 1914. A pesar del dominio de la Anaconda Copper Mining Company, Butte nunca fue una colonia industrial. Otros eventos importantes en la historia de la ciudad incluyen el desastre de la mina Speculator de 1917, el mayor desastre de minería de roca dura en la historia del mundo.
A lo largo de su historia, las operaciones de minería y fundición de Butte generaron más de 48 000 millones de dólares en minerales, pero también resultaron en numerosas implicaciones ambientales para la ciudad: la parte superior del río Clark Fork, con cabeceras en Butte, es el sitio Superfund más grande en Estados Unidos, y en la ciudad también está el Berkeley Pit. A fines del siglo XX comenzaron trabajos de limpieza por parte de la Agencia de Protección Ambiental (EPA, por su sigla en inglés) y en 1984 se creó el Comité Técnico Ambiental de Ciudadanos de Butte. En el siglo XXI, los esfuerzos por interpretar y preservar el patrimonio de Butte están abordando tanto la importancia histórica de la ciudad como la importancia continua de la minería para su economía y cultura. El Distrito Histórico de la ciudad, inscripto en el Registro Nacional de Lugares Históricos, es uno de los distritos históricos más grandes de los Estados Unidos e incluye casi 6000 propiedades contribuyentes. La ciudad también es sede de la Universidad Tecnológica de Montana, una universidad pública técnica y de ingeniería.

## Historia

### Primeros años e inmigración
Antes del establecimiento formal de Butte en 1864, el área consistía en un campamento minero que se había desarrollado a principios de los años 1860. La ciudad está ubicada en Silver Bow Creek Valley (o Summit Valley), un cuenco natural ubicado en lo alto de las Montañas Rocosas a caballo entre la División Continental, ubicado en el lado suroeste de una gran masa de granito conocida como Boulder Batolito, que data del Cretácico. En 1874, William L. Farlin fundó la mina de asteroides (posteriormente conocida como Travona); la fundación de Farlin de la mina de asteroides atrajo a un número significativo de buscadores de oro y plata. Las minas atrajeron a trabajadores de Cornualles (Inglaterra), Irlanda, Gales, Líbano, Canadá, Finlandia, Austria, Italia, China, Montenegro, México y más. En los barrios étnicos, los jóvenes formaron bandas para proteger su territorio y socializar hasta la vida adulta, incluidos los irlandeses de Dublin Gulch, los europeos del este de McQueen Addition y los italianos de Meaderville.

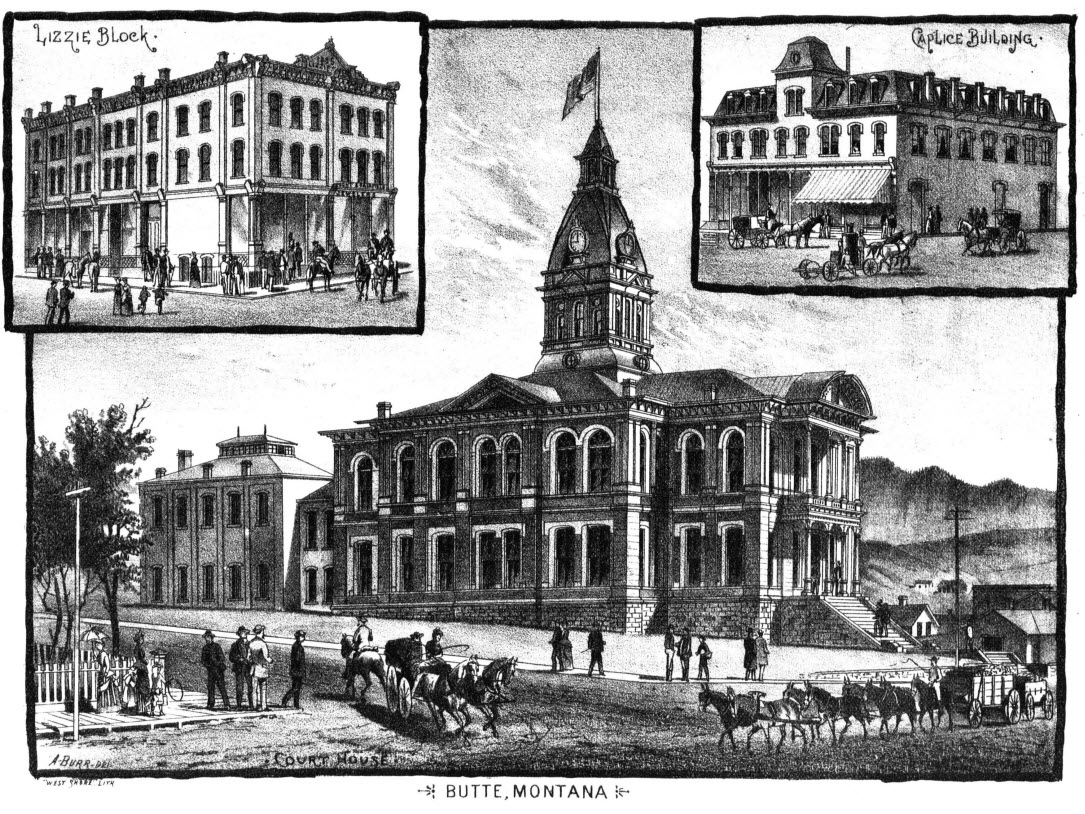
Palacio de justicia de Butte y edificios adicionales, 1885

Entre los migrantes había muchos chinos que establecieron negocios que crearon un barrio chino en Butte. Las migraciones chinas se detuvieron en 1882 con la aprobación de la Ley de Exclusión China. Hubo un sentimiento antichino en los años 1870 y en adelante debido al racismo por parte de los colonos blancos, exacerbado por la depresión económica, y en 1895, la cámara de comercio y los sindicatos iniciaron un boicot a las empresas de propiedad china. Los dueños de negocios contraatacaron demandando a los sindicatos y ganando. La historia de los inmigrantes chinos en Butte está documentada en el Museo Mai Wah.
La afluencia de mineros le dio a Butte la reputación de ser una ciudad abierta donde se podía obtener cualquier vicio. El bar y el barrio rojo de la ciudad, llamado "Line" o "The Copper Block", estaba centrado en Mercury Street, donde los elegantes burdeles incluían el famoso burdel Dumas. Detrás del burdel estaba el igualmente famoso Venus Alley, donde las mujeres ejercían su oficio en pequeños cubículos llamados "cunas". El barrio rojo atrajo a mineros y otros hombres de toda la región y permaneció abierto hasta 1982 después del cierre del burdel Dumas; el barrio rojo de la ciudad fue uno de los últimos distritos urbanos de este tipo en los Estados Unidos. Las cervecerías comerciales se abrieron por primera vez en Butte en los años 1870 y fueron un elemento básico importante de la economía inicial de la ciudad; generalmente estaban dirigidos por inmigrantes alemanes, incluidos Leopold Schmidt, Henry Mueller y Henry Muntzer. Las cervecerías siempre fueron atendidas por trabajadores sindicalizados. La mayoría de los grupos étnicos en Butte, desde alemanes e irlandeses hasta italianos y varios europeos del este, incluidos los niños, disfrutaron de las cervezas lagers, bocks y otros tipos de cerveza elaboradas localmente.

### Expansión industrial

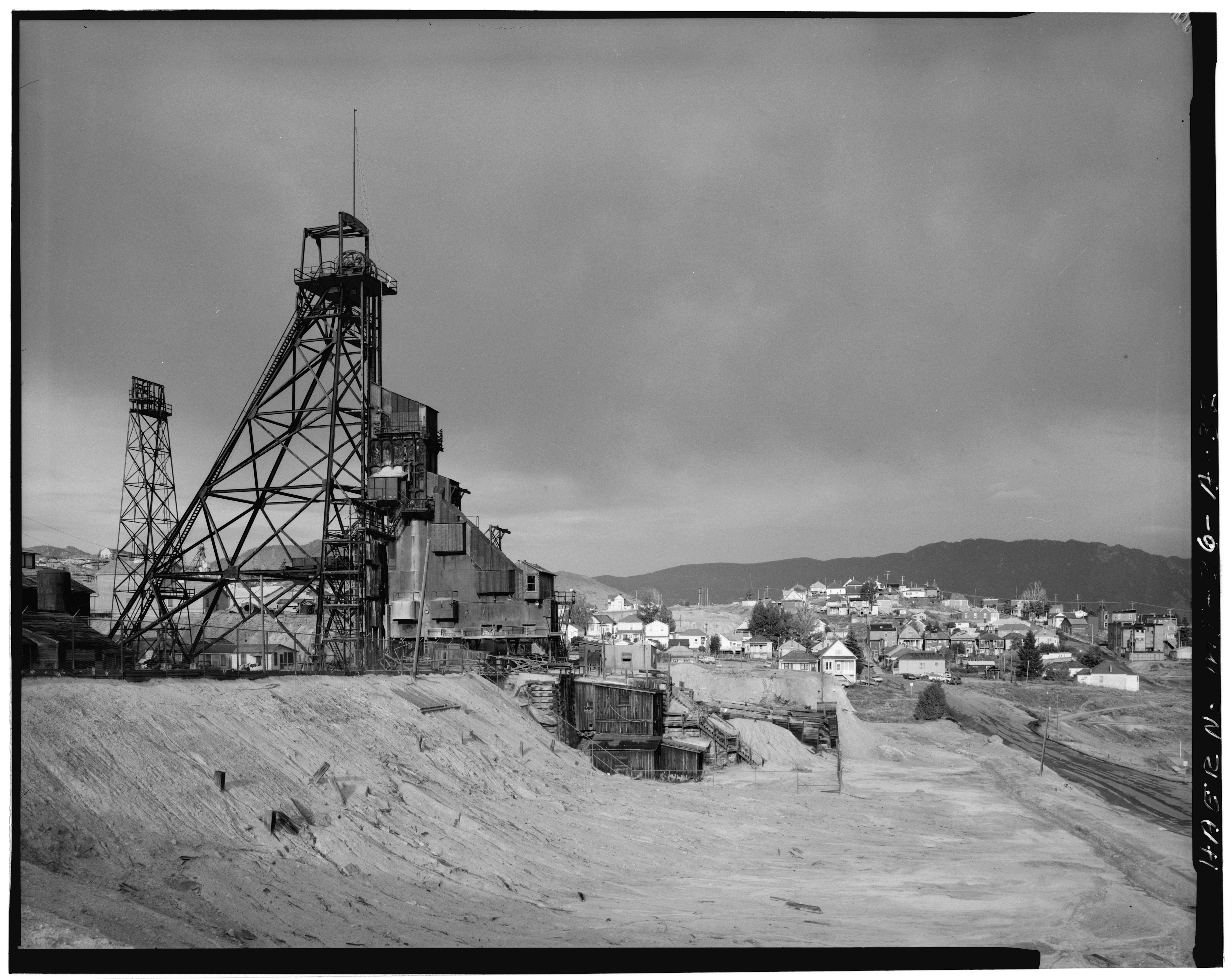
La mina Anselmo, una de las muchas en Butte, se inauguró en 1887

A fines del siglo XIX, el cobre tenía una gran demanda debido a las nuevas tecnologías, como la energía eléctrica, que requería el uso de cobre. Tres magnates industriales lucharon por el control de la riqueza minera de Butte. Estos tres " Reyes del Cobre " fueron William A. Clark, Marcus Daly y F. Augustus Heinze. La Compañía Minera de Cobre Anaconda comenzó en 1881 cuando Marcus Daly compró una pequeña mina llamada Anaconda. Era copropietario, gerente de mina e ingeniero de Alice, una mina de plata en Walkerville, un suburbio de Butte. Mientras trabajaba en Alice, notó cantidades significativas de mineral de cobre de alta ley. Daly obtuvo permiso para inspeccionar los trabajos cercanos. Después de que los empleadores de Daly, los Walker Brothers, se negaran a comprar Anaconda, Daly vendió su interés en Alice y la compró él mismo. Daly le pidió apoyo adicional a George Hearst, magnate minero de San Francisco. Hearst acordó comprar una cuarta parte de las acciones de la nueva compañía sin visitar el sitio. Mientras extraía la plata que quedaba en su mina, pronto se desarrollaron enormes depósitos de cobre y Daly se convirtió en un magnate del cobre. Cuando las minas de plata circundantes "se agotaron" y cerraron, Daly compró silenciosamente las minas vecinas, formando una empresa minera. Daly construyó una fundición en Anaconda, Montana (una ciudad de la empresa) y conectó su fundición a Butte mediante un ferrocarril. La Compañía Anaconda finalmente fue propietaria de todas las minas en Butte Hill.
Entre 1884 y 1888, WA Clark construyó la Mansión Copper King en Butte, que se convirtió en su segunda residencia desde su casa en la ciudad de Nueva York. También, en 1899, compró Columbia Gardens, un pequeño parque que convirtió en un parque de diversiones completo, con un pabellón, una montaña rusa y un lago para nadar y hacer piragüismo. La expansión del parque por parte de Clark tenía la intención de "proporcionar un lugar donde los niños y las familias pudieran escapar del aire contaminado de la industria minera de Butte". La rápida expansión de la ciudad se notó en una encuesta fronteriza de 1889: "Butte, Montana, hace quince años, una pequeña aldea minera de placer aferrada a la ladera de la montaña, ahora se ha elevado al rango de primer campamento minero del mundo. [Es] ahora la ciudad más poblada de Montana, con 25 000 habitantes activos, emprendedores y prósperos ". Solo en 1888, las operaciones mineras en Butte habían generado una producción "casi inconcebible" de 23 millones de dólares (779955556) por valor de mineral.

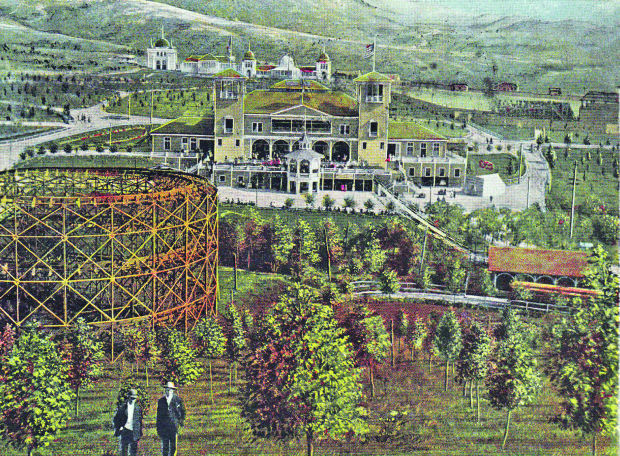
Columbia Gardens, un parque de diversiones en Butte, c. 1905

El mineral de cobre extraído del distrito minero de Butte solo en 1910 ascendió a 284 000 000 libras (128 820 128 kg) ; En ese momento, Butte era el mayor productor de cobre de América del Norte y solo rivalizaba con Sudáfrica en la producción mundial de metales. El mismo año, más de 310 000 kg de plata y 1200 kg de oro también se descubrieron. La cantidad de mineral producido en la ciudad le valió el sobrenombre de "La colina más rica de la Tierra". Con su gran fuerza laboral de mineros actuando en condiciones físicamente peligrosas, Butte fue el sitio de movimientos sindicales activos, y llegó a ser conocido como "el Gibraltar del sindicalismo".
En 1885, había alrededor de 1800 miembros que pagaban cuotas de un sindicato general en Butte. Ese año, el sindicato se reorganizó como Butte Miners 'Union (BMU), separando a todos los no mineros para separar sindicatos artesanales. Algunos de ellos se unieron a los Caballeros del Trabajo, y en 1886 las organizaciones separadas se unieron para formar la Asamblea Laboral y de Oficios de Silver Bow, con 34 sindicatos separados que representan a casi todos los 6,000 trabajadores alrededor de Butte. La BMU estableció sindicatos en ciudades mineras como Barker, Castle, Champion, Granite y Neihart, y extendió su apoyo a otros campamentos mineros a cientos de millas de distancia. En 1892 hubo una violenta huelga en Coeur d'Alene. Aunque la BMU estaba experimentando relaciones relativamente amistosas con la administración local, los eventos en Idaho fueron inquietantes. La BMU no solo envió miles de dólares para apoyar a los mineros de Idaho, sino que hipotecaron sus edificios para enviar más.
Había una preocupación creciente de que los sindicatos locales fueran vulnerables al poder de las asociaciones de propietarios de minas como la de Coeur d'Alene. En mayo de 1893, unos cuarenta delegados de los campos mineros de roca dura del norte se reunieron en Butte y establecieron la Federación Occidental de Mineros (WFM), que buscaba organizar a los mineros en todo el oeste. El Sindicato de Mineros de Butte se convirtió en el Local Número Uno de la nueva WFM. La WFM ganó una huelga en Cripple Creek, Colorado, al año siguiente, pero luego en 1896–97 perdió otra huelga violenta en Leadville (Colorado), lo que provocó que el Consejo de Trabajo y Comercio del Estado de Montana emitiera una proclamación para organizar una nueva federación laboral según líneas industriales.

### Anaconda Copper y disturbios civiles

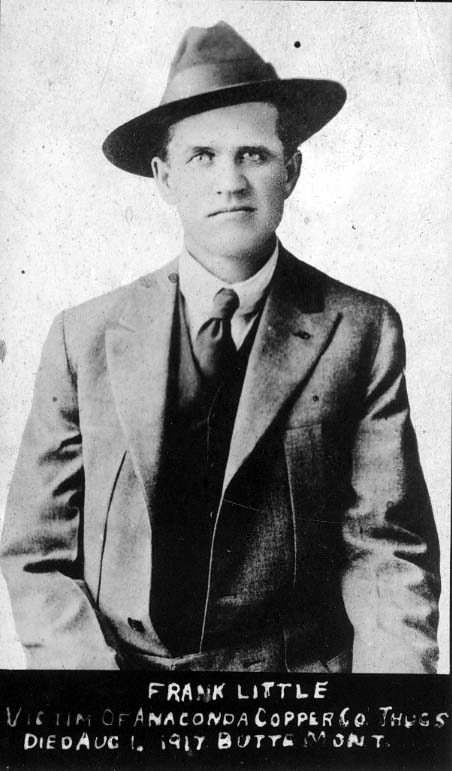
Frank Little, un organizador de IWW que fue linchado en Butte en 1917

En 1899, Daly se unió a William Rockefeller, Henry H. Rogers y Thomas W. Lawson para organizar la Amalgamated Copper Mining Company. Poco tiempo después, la empresa cambió su nombre a Anaconda Copper Mining Company (ACM). A lo largo de los años, Anaconda fue propiedad de una variedad de corporaciones más grandes. En los años 1920, tenía un monopolio virtual sobre las minas en Butte y sus alrededores. Aproximadamente entre 1900 y 1917, Butte también tuvo una fuerte racha de política socialista, incluso eligiendo al alcalde Lewis Duncan en la boleta socialista en 1911, y nuevamente en 1913; Duncan fue acusado en 1914 por descuidar sus deberes después de un bombardeo en la sala de mineros de la ciudad en 1914.
También se había establecido como "una de las ciudades sindicales más sólidas de América". Después de 1905, Butte se convirtió en un hervidero de organización de los Trabajadores Industriales del Mundo (IWW, o los "Wobblies"). rivalidad entre los partidarios de IWW y los lugareños de WFM culminó en los disturbios laborales de 1914, y resultó en la pérdida del reconocimiento sindical por parte de los propietarios de la mina. Después de la disolución del Sindicato de Mineros, la Compañía Anaconda intentó inaugurar programas destinados a atraer a los empleados. Sin embargo, se produjeron varios enfrentamientos entre trabajadores, organizadores laborales y la Compañía Anaconda, incluido el linchamiento en 1917 del oficial de la junta ejecutiva de IWW, Frank Little. En 1920, los guardias de minas de la empresa mataron a tiros a los huelguistas en la masacre de Anaconda Road. Diecisiete recibieron disparos en la espalda mientras intentaban huir y un hombre murió.
Desencadenado por un trágico accidente a más de 600 m debajo del suelo el 8 de junio de 1917, un incendio en el pozo de la mina Granite Mountain arrojó llamas, humo y gas venenoso a través del laberinto de túneles, incluida la mina Speculator conectada. Se inició un esfuerzo de rescate, pero el monóxido de carbono estaba contaminando el suministro de aire. Varios hombres se atrincheraron contra mamparos para salvar sus vidas, pero muchos otros murieron presas del pánico para intentar escapar. Los rescatistas instalaron un ventilador para evitar que el fuego se propagara. Esto funcionó por un corto tiempo, pero cuando los rescatistas intentaron usar agua, el agua se evaporó, creando vapor que quemó a quienes intentaban escapar. Una vez extinguido el fuego, se inició la recuperación de los fallecidos; muchos de los cuerpos, sin embargo, fueron mutilados más allá del reconocimiento, dejando a muchos sin identificar. El desastre se cobró un total de 168 vidas. A partir de 2017, el evento siguió siendo el mayor accidente de minería de roca dura de la historia. El Granite Mountain Memorial en Butte conmemora a los que murieron en el accidente.
Las protestas y huelgas se iniciaron después del desastre de la mina Speculator, así como el establecimiento del Sindicato de Trabajadores de la Mina de Metal; aproximadamente 15.000 trabajadores abandonaron sus trabajos a raíz del desastre. Entre 1914 y 1920, la Guardia Nacional de Estados Unidos ocupó Butte un total de seis veces para restaurar la civilidad. En 1917, la producción de cobre de las minas de Butte alcanzó su punto máximo y disminuyó constantemente a partir de entonces. Para la Segunda Guerra Mundial, la producción de cobre de las propiedades de ACM en Chuquicamata, Chile, superó con creces la producción de Butte.
En 1919, la activista por los derechos de las mujeres Margaret Jane Steele Rozsa se convirtió en inspectora de alimentos para la ciudad e inmediatamente comenzó a presionar para que se cambiaran las prácticas cuestionables por parte de varios comisionados del condado que habían estado manteniendo el costo de vida de la comunidad artificialmente alto al, entre otras cosas, permitir el transporte de carros. de alimentos perecederos que se pudren en los trenes descargados en la estación de ferrocarril. Ella también "jugó un papel decisivo en la aprobación del proyecto de ley núm. 19 del Senado por la legislatura", ese año para asegurar que 199 soldados tuberculosos que habían servido en la Primera Guerra Mundial tuvieran "preferencia de entrada al hospital Galen", y que la legislatura autorizar 20 000 dólares en fondos estatales para construir dormitorios adicionales en el hospital para hacer posible esa atención, ya que las admisiones hospitalarias ya estaban al máximo. En 1921, se convirtió en la primera mujer inspectora de prohibiciones en la ciudad.

### Era de la minería a cielo abierto

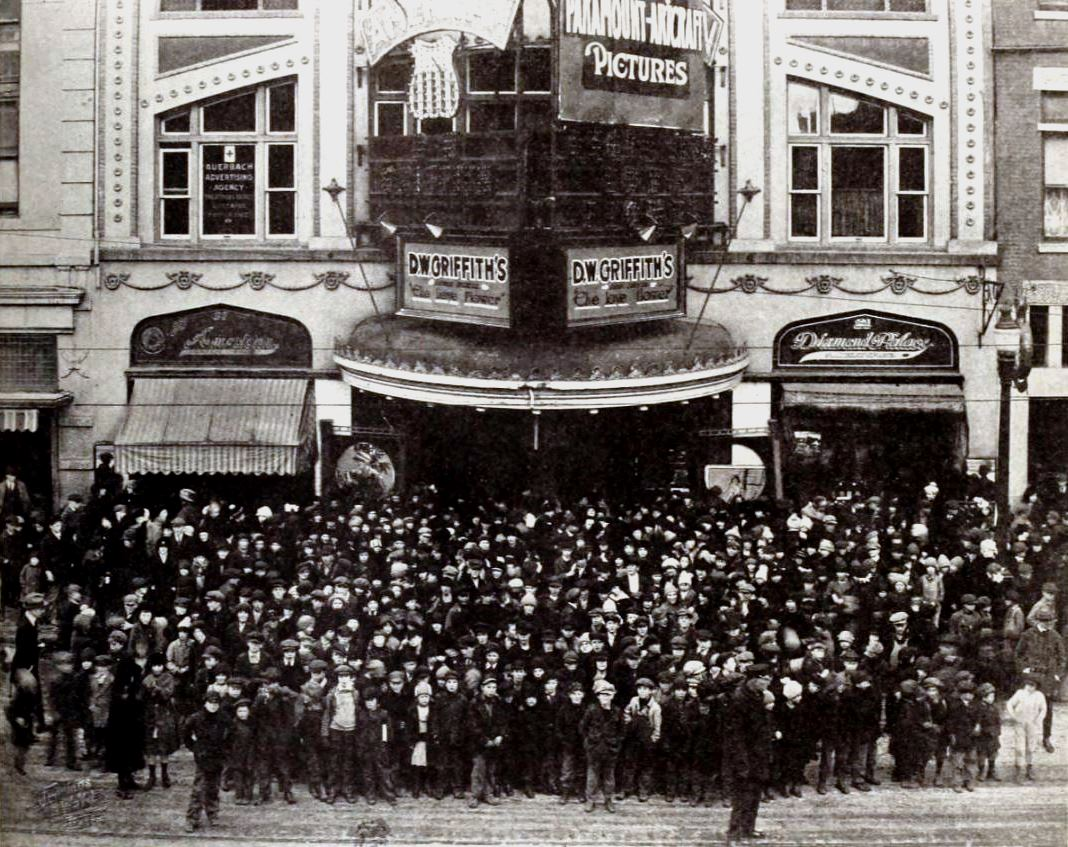
Mecenas en una sesión matinal de The Phantom Foe en el American Theatre, 25 de diciembre de 1920

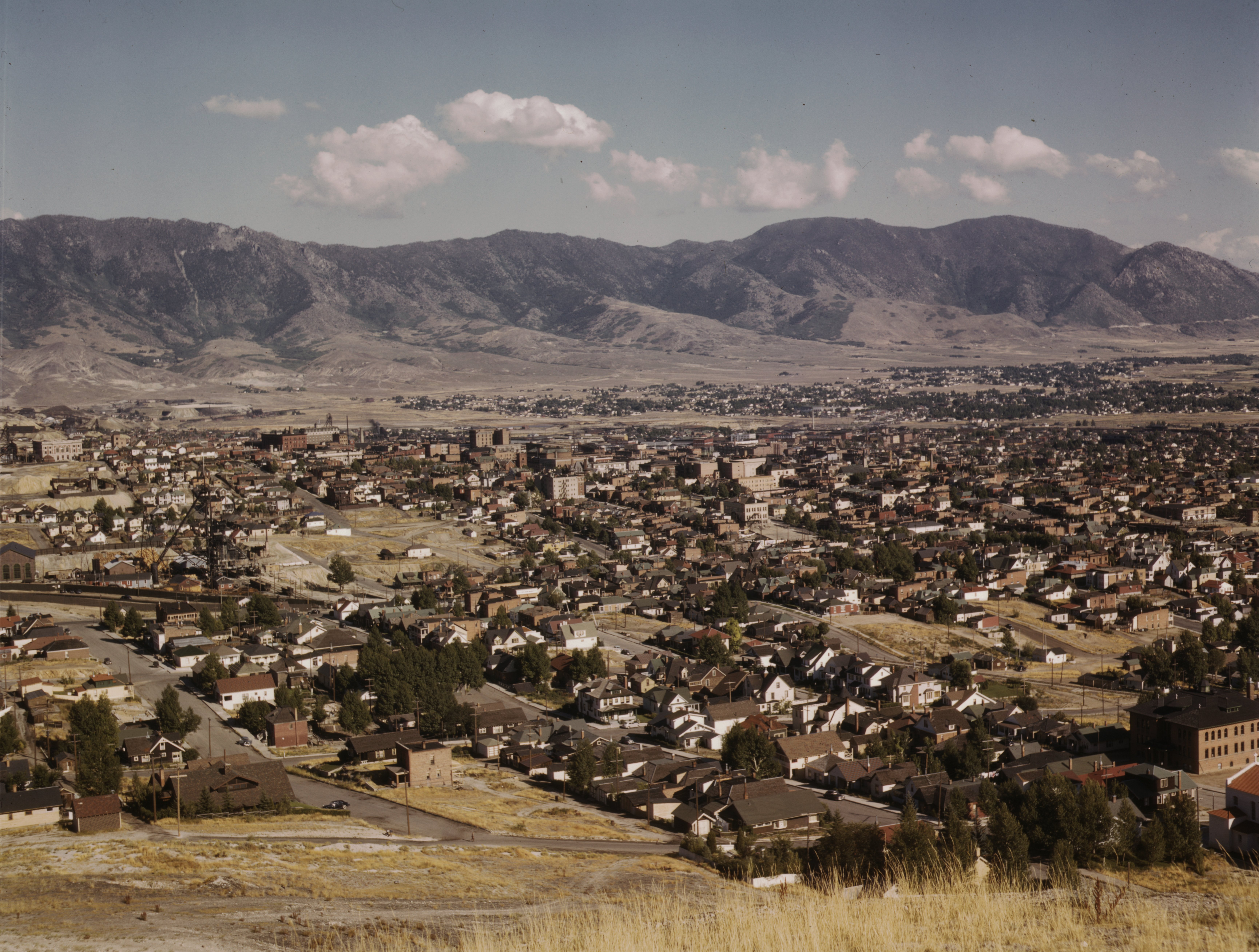
1942 vista de la ciudad

Las disputas entre los sindicatos de mineros y las empresas continuaron durante las décadas de 1920 y 1930 en Butte, con varias huelgas y protestas, una de las cuales duró diez meses en 1921 En la víspera de Año Nuevo de 1922, los manifestantes intentaron detonar el Hibernian Hall en Main Street con dinamita.
Otras expansiones industriales incluyeron la llegada del primer avión correo a la ciudad en 1928, y en 1937, el sistema de tranvías de la ciudad fue desmantelado y reemplazado por líneas de autobús. Después de los años 1920, la ACM comenzó a reducir sus actividades en Butte debido a la intensividad laboral de la minería subterránea, así como a la competencia de otras explotaciones mineras en América del Sur. Esto finalmente llevó a la Compañía Anaconda a cambiar su enfoque en Butte de la minería subterránea a la minería a cielo abierto.
Desde los años 1950, se han producido cinco desarrollos importantes en la ciudad: la decisión de Anaconda de comenzar la minería a cielo abierto a mediados de los años 1950, una serie de incendios en el distrito comercial de Butte en los años 1970, un debate sobre si para reubicar el distrito comercial histórico de la ciudad, un nuevo liderazgo cívico y el fin de la minería del cobre en 1983. En respuesta, Butte buscó formas de diversificar la economía y generar empleo. El legado de más de un siglo de degradación ambiental, por ejemplo, ha generado algunos puestos de trabajo. La limpieza ambiental en Butte, designada como un sitio Superfund, ha empleado a cientos de personas.
Miles de casas fueron destruidas en el suburbio de Meaderville y áreas circundantes, McQueen y East Butte, para excavar el Berkeley Pit, que abrió en 1954 por Anaconda Copper. En el momento de su apertura, Berkeley Pit era la mina de cobre a cielo abierto más grande operada por camiones en los Estados Unidos. Berkeley Pit creció con el tiempo hasta que comenzó a invadir los Columbia Gardens. Después de que los jardines se incendiaran y se redujeran a cenizas en noviembre de 1973, el pozo continental fue excavado en el antiguo sitio del parque. En 1977, la empresa ARCO (Atlantic Richfield Company) compró Anaconda y solo tres años después comenzó a cerrar minas debido a los precios más bajos de los metales. En 1983, se suspendió toda la explotación minera en Berkeley Pit. El mismo año, se formó una organización de residentes desempleados y de bajos ingresos de Butte para luchar por el empleo y la justicia ambiental; Butte Community Union elaboró un plan detallado para la revitalización de la comunidad y obtuvo beneficios sustanciales, incluida una victoria de la Corte Suprema de Montana que anuló como eliminación inconstitucional de los beneficios de asistencia social por parte del Estado. Después de que cesó la minería en Berkeley Pit, también se cerraron las bombas de agua en las minas cercanas, lo que resultó en agua altamente ácida mezclada con metales pesados tóxicos que llenaron el pozo.

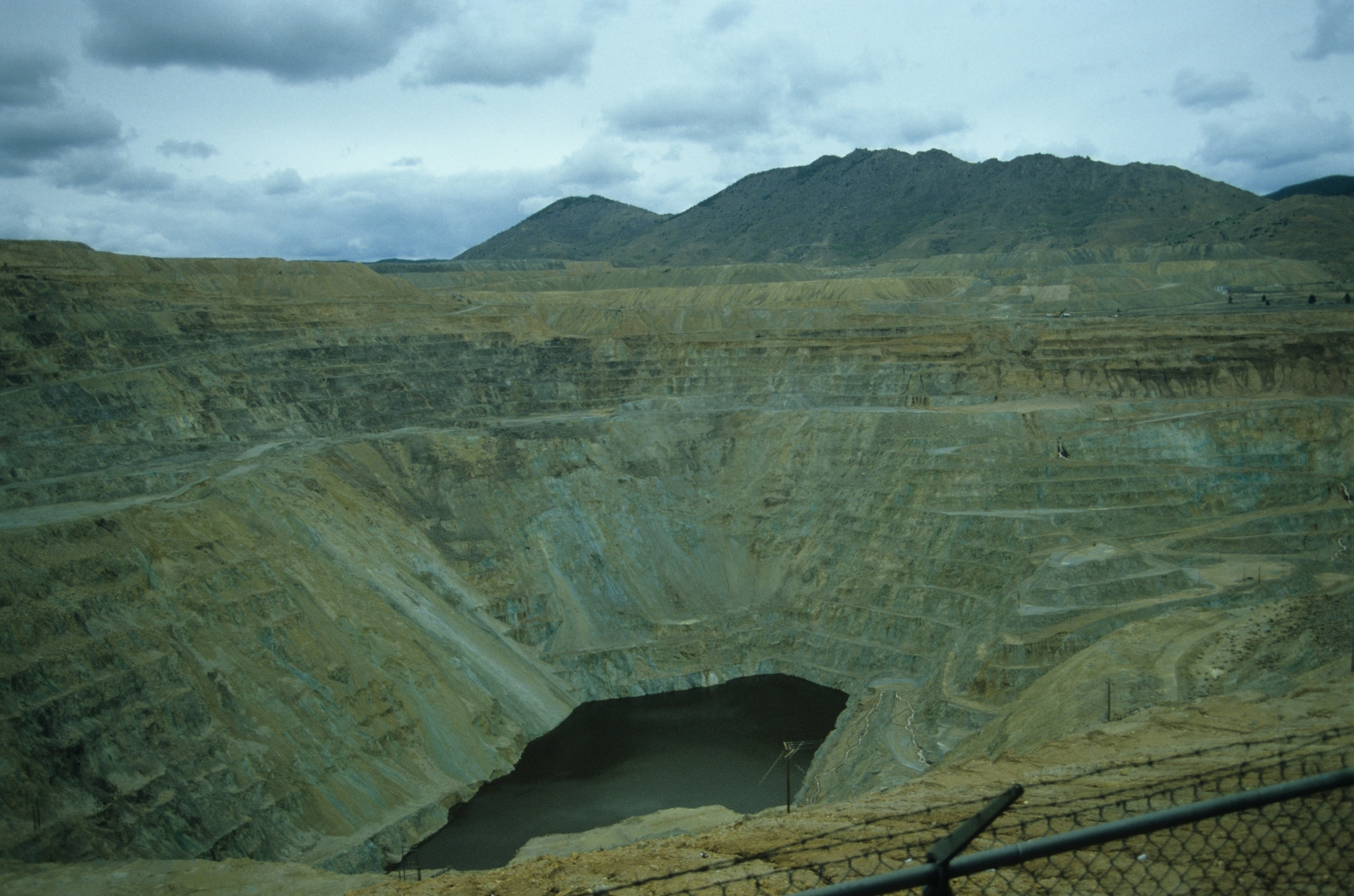
El Berkeley Pit en 1984

Anaconda dejó de minar en Continental Pit en 1983. Montana Resources LLP compró la propiedad y reabrió Continental Pit en 1986. La empresa dejó de minar en 2000, pero reanudó su actividad en el otoño de 2003.
Desde 1880 hasta 2005, las minas del distrito de Butte han producido más de 9,6 millones de toneladas métricas de cobre, 2,1 millones de toneladas métricas de zinc, 1,6 millones de toneladas métricas de manganeso, 381,000 toneladas métricas de plomo, 87,000 toneladas métricas de molibdeno, 715 millones. onzas troy (22,200 toneladas métricas) de plata y 2,9 millones de onzas (90 toneladas métricas) de oro.

### sigloXXI
Aún permanecen catorce Castilletes sobre los pozos de la mina en Butte, y la ciudad todavía contiene miles de edificios comerciales y residenciales históricos de la época del auge, que, especialmente en la sección Uptown, le dan un aspecto anticuado, con muchos edificios comerciales no están completamente ocupados; según una estimación de 2016, había "cientos" de edificios desocupados en Butte, lo que provocó que la ciudad introdujera una ordenanza para mantener un registro de los propietarios. Los esfuerzos de preservación de los edificios históricos de la ciudad comenzaron a fines de los años 1990. Como ocurre con muchas ciudades industriales, el turismo y los servicios, especialmente la atención médica (Butte's St. James Hospital tiene el único centro de trauma importante en el suroeste de Montana), están aumentando como empleadores principales, así como empresas privadas del sector industrial. Muchas áreas de la ciudad, especialmente las áreas cercanas a las antiguas minas, muestran signos de deterioro urbano, pero una reciente afluencia de inversionistas y una campaña agresiva para remediar el deterioro han llevado a un renovado interés en restaurar propiedades en el distrito histórico de Uptown Butte, que se expandió en 2006 para incluir partes de Anaconda y es uno de los Distritos de Monumentos Históricos Nacionales más grandes de los Estados Unidos con 5,991 propiedades contribuyentes.
Un siglo después de la era de la minería y la fundición intensivas, los problemas ambientales persisten en áreas alrededor de la ciudad. El arsénico y metales pesados como el plomo se encuentran en altas concentraciones en algunos lugares afectados por la antigua minería, y durante un período de tiempo en los años 1990, el agua del grifo no era segura para beber debido a la mala filtración y las tuberías de suministro de madera de décadas de antigüedad. En los últimos años se han realizado esfuerzos para mejorar el suministro de agua y se han invertido millones de dólares para mejorar las líneas de agua y reparar la infraestructura. La investigación ambiental y los esfuerzos de limpieza han contribuido a la diversificación de la economía local y a los signos de vitalidad, incluida la introducción de una planta de fabricación de polisilicio multimillonaria en las cercanías en los años 1990. A finales de los años 1990, Butte fue reconocida como una ciudad para toda América y como una de las docenas de destinos distintivos del National Trust for Historic Preservation en 2002.

## Geografía
Según la Oficina del Censo de los Estados Unidos, la ciudad tiene una superficie total de 1855.32 km², de los cuales 1853.80 km² son tierra y 1.52 km² son agua.

La ciudad fue nombrada a raíz de un accidente geográfico cercano, Big Butte, por parte de los primeros mineros. El paisaje urbano de Butte se destaca por tener minas activas ubicadas dentro de áreas residenciales, visibles en forma de varios castilletes en toda la ciudad.

### Barrios

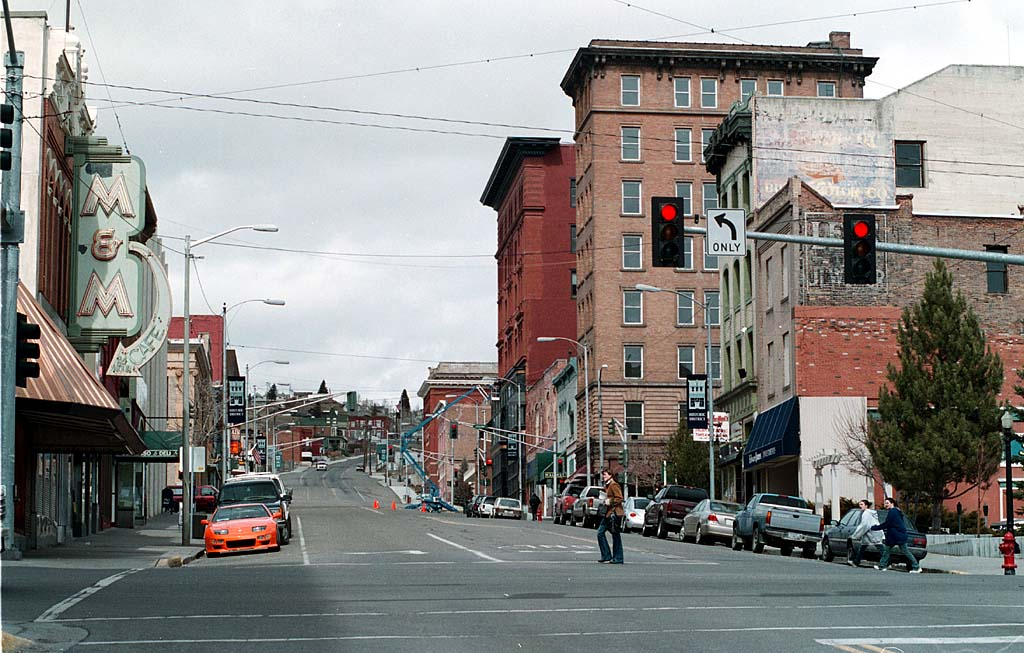
Uptown Butte, 2006

La concentración de riqueza en Butte debido a su historia minera resultó en características arquitectónicas únicas y ornamentadas entre sus casas y edificios, particularmente en toda la sección alta de Butte. Uptown, llamado así por sus calles empinadas, está ubicado en una ladera en el extremo noroeste de la ciudad y se caracteriza por su abundancia de lujosas casas victorianas y cabañas estilo Queen Anne construidas a finales del siglo XIX. Varias de las casas de "mujeres pintadas" de Butte aparecieron en el libro de 1987 Daughters of Painted Ladies de Elizabeth Pomada. El condado de Butte-Silver Bow tiene una Agencia de Revitalización Urbana establecida que trabaja para mejorar las fachadas de los edificios para "mejorar y promover los recursos arquitectónicos de la histórica zona residencial de Butte". En 2017, un piloto de televisión titulado Butteification salió al aire en HGTV, que se centró en una pareja que restauraba una casa victoriana en Butte.
El distrito sur de Butte, situado en una elevación más baja debajo de la ladera que comprende el norte de Butte, ha albergado históricamente vecindarios de clase trabajadora. Las minas de oro originalmente poblaron el sur de Butte antes de que fuera planificado para el ferrocarril Union Pacific en 1881.
La expansión de Anaconda Company en las décadas de 1960 y 1970 erradicó algunos de los barrios históricos de Butte, incluidos East Side, Dublin Gulch, Meaderville y Chinatown. La sección de St. Mary's de Butte, que limita con la parte alta de la ciudad al este, comprendía Dublin Gulch (un enclave para inmigrantes irlandeses) y los vecindarios de Corktown. Toma su nombre de la parroquia católica del mismo nombre ubicada dentro de ella, que históricamente se conocía como la "iglesia de los mineros", que organizaba misas en torno a los horarios cambiantes de los mineros. Históricamente, la sección de St. Mary's de Butte tenía una población prominente de inmigrantes eslavos y finlandeses además de irlandeses antes de mediados del siglo XX.

### Clima
Butte tiene un clima semiárido frío (BSk) según la Clasificación climática de Köppen. Los inviernos son largos y fríos, con un promedio de enero de −7,8 °C, con 35,9 noches por debajo de −17,8 °C 58,3 días sin alcanzar el punto máximo de congelación. Los veranos son cortos, con días muy cálidos y noches frías: julio promedia 17,2 °C Como la mayoría de las áreas en esta parte de América del Norte, la precipitación anual es baja y se concentra en gran medida en los meses de primavera: el mes más húmedo desde que comenzaron los registros de precipitación en 1894 ha sido junio de 1913 con 225 mm, mientras que no cayó ninguna precipitación en septiembre de 1904. El año calendario más húmedo ha sido 1909 con 522 mm y los dos más secos 1935 con 175 mm y 1895 con 177,3 mm. Las nevadas están algo limitadas por la sequedad: la mayor cantidad en un mes fue de 0,83 m en octubre de 1911 y la mayor profundidad en el suelo de 0,69 m el 28 y 29 de diciembre de 1996.
El mes más frío ha sido enero de 1937 con una temperatura media diaria de −20.8 °C, mientras que el invierno completo más frío fue 1948/49 con una media de tres meses de −14 °C y el más suave 1925/1926 que promedió −2 °C. Julio de 2007 ha sido fácilmente el mes más caluroso, con una media máxima de 32 °C, aunque es el día más caluroso, alcanzando los 37,8 °C, ocurrido el 22 de julio de 1931 y el 30 de junio de 2000. 

## Demografía
Según el censo de 2020, en ese momento la ciudad tenía una población de 34 494 habitantes. La densidad de población era de 18.6 habitantes por km². El 90.51% de los habitantes eran blancos, el 0.38% eran afroamericanos, el 1.64% eran amerindios, el 0.63% eran asiáticos, el 0.06% eran isleños del Pacífico, el 0.97% eran de otras razas y el 5.82% eran de una mezcla de razas. Del total de la población, el 4.67% eran hispanos o latinos de cualquier raza.
De acuerdo con los datos del censo de 2010, en ese momento el tamaño medio de los hogares era de 2.22 personas. En la ciudad, la población estaba dispersa. El 5.9% de los habitantes eran menores de 5 años, el 21.0% eran menores de 18 años y el 16.4% eran mayores de 65 años. El 49.5% de los residentes eran mujeres.
Según la estimación 2017-2021 de la Oficina del Censo, los ingresos medios de los hogares son de $ 50,661. Alrededor del 15.7% de la población está por debajo del umbral de pobreza.
Si bien algunas fuentes afirman que Butte tenía una población máxima de casi 100.000 habitantes alrededor de 1920, no hay documentación que corrobore esta aseveración.

## Economía
Como una ciudad en auge de la minería, la economía de Butte históricamente ha sido impulsada por sus copiosas operaciones mineras que fueron fuerzas impulsoras económicas desde finales del siglo XIX hasta finales del siglo XX. La plata y el oro fueron inicialmente los principales metales extraídos en Butte, pero la abundancia de cobre en el área vigorizaría aún más la economía local con el advenimiento de la electricidad, que creó una creciente demanda del metal. Después de la Primera Guerra Mundial, la economía minera de Butte experimentó una tendencia a la baja que continuó durante todo el siglo XX, hasta que cesaron las operaciones mineras en 1985 con el cierre de Berkeley Pit. A lo largo de su historia, las operaciones mineras de la ciudad generaron más de 48 000 millones de dólares en minerales, lo que la convirtió durante un tiempo en la ciudad más rica del mundo.
Gran parte de la economía de la ciudad después del milenio se ha centrado en las empresas de energía (como Renewable Energy Corporation y NorthWestern Energy) y la atención médica. En 2014, NorthWestern Energy construyó una instalación de 25 millones de dólares en la zona residencial de Butte.

## Transporte
La ciudad cuenta con el sistema de autobuses de Butte, que opera dentro de Butte, así como en el campus de Montana Tech y en las cercanías de Walkerville. El aeropuerto Bert Mooney tiene vuelos comerciales en Delta Connection Airlines y Horizon Air.
Se puede acceder a Butte por la Interestatal 15 de norte a sur y la Interestatal 90 de este a oeste; los dos se cruzan en Butte, lo que convierte a Butte y Billings en las únicas ciudades de Montana situadas en un cruce de dos carreteras interestatales. También se puede acceder a la ciudad desde el sur a través de Montana Highway 2 (Old US Route 10).
Hasta 1979, Butte fue servido por el tren Chicago - Seattle North Coast Hiawatha de Amtrak. El ferrocarril Union Pacific hasta 1971 corrió el Butte Special desde Butte, al sur hasta Idaho Falls, luego a Salt Lake City.

## Gobierno

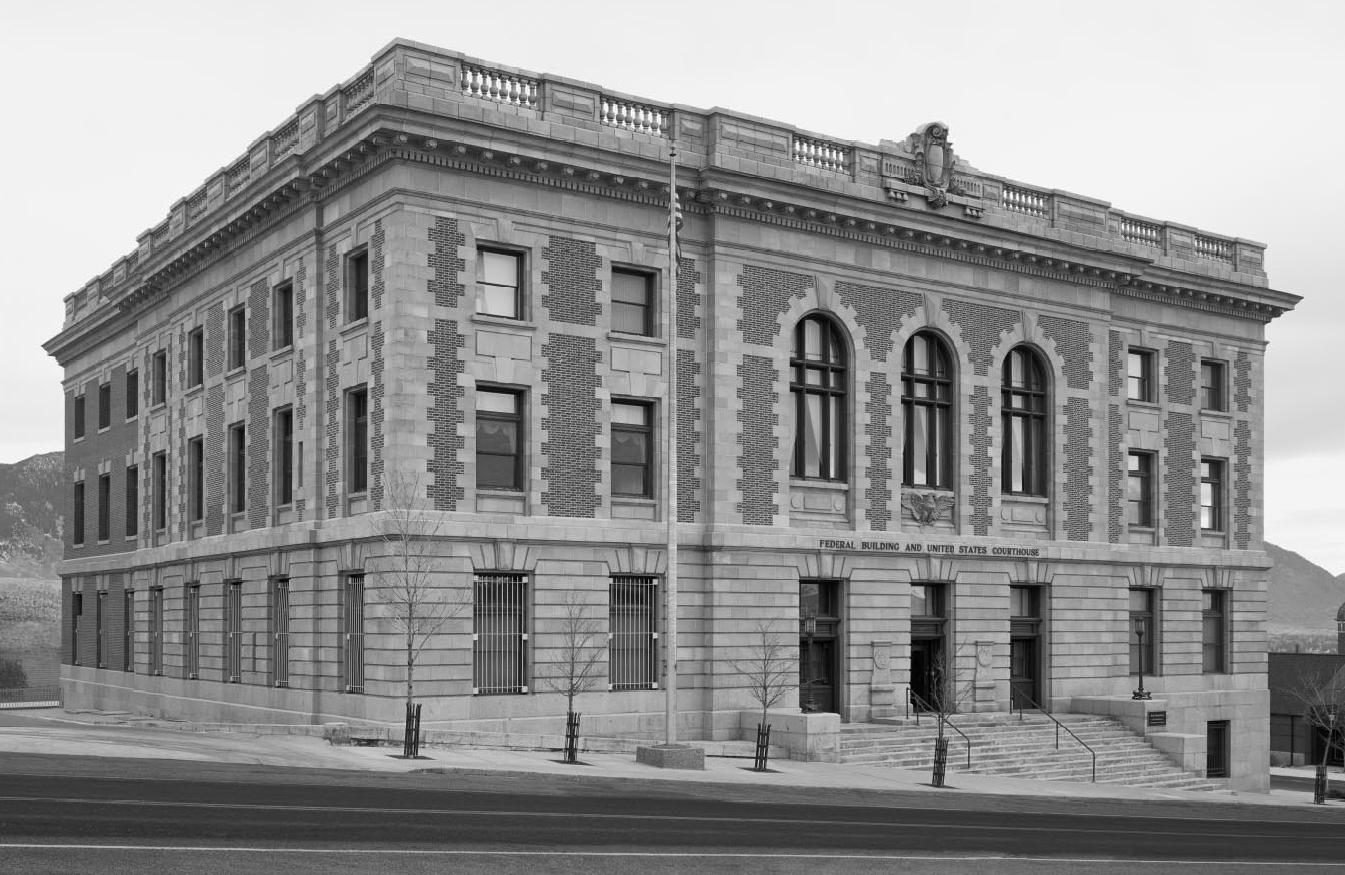
Edificio Federal Mike Mansfield y Palacio de Justicia de los Estados Unidos en Butte

### Gobierno local
En 1977, Butte se consolidó con el condado de Silver Bow, convirtiéndose en una ciudad-condado consolidada. Opera bajo un gobierno de ciudad-condado. La oficina del alcalde fue eliminada. Mario Micone fue el último alcalde de Butte. En 1977, Micone se convirtió en el primer jefe ejecutivo de la ciudad-condado de Butte-Silver Bow.

### Política
Políticamente, Butte ha sido históricamente un bastión demócrata, debido a su legado sindical. Asimismo, el condado de Silver Bow ha sido históricamente uno de los bastiones demócratas más fuertes de Montana. En 1996, Haley Beaudry se convirtió en la primera republicana en representar a Butte en la legislatura estatal desde 1950. En 2010, Max Yates fue el siguiente republicano de Butte elegido para la legislatura; sin embargo, ni Beaudry ni Yates fueron reelegidos. En 2014, Butte se convirtió en la tercera ciudad de Montana en aprobar una ordenanza contra la discriminación que protege a los residentes y visitantes LGBT de la discriminación en el empleo, la vivienda y las instalaciones públicas.

## Cultura

### Sitios históricos y museos

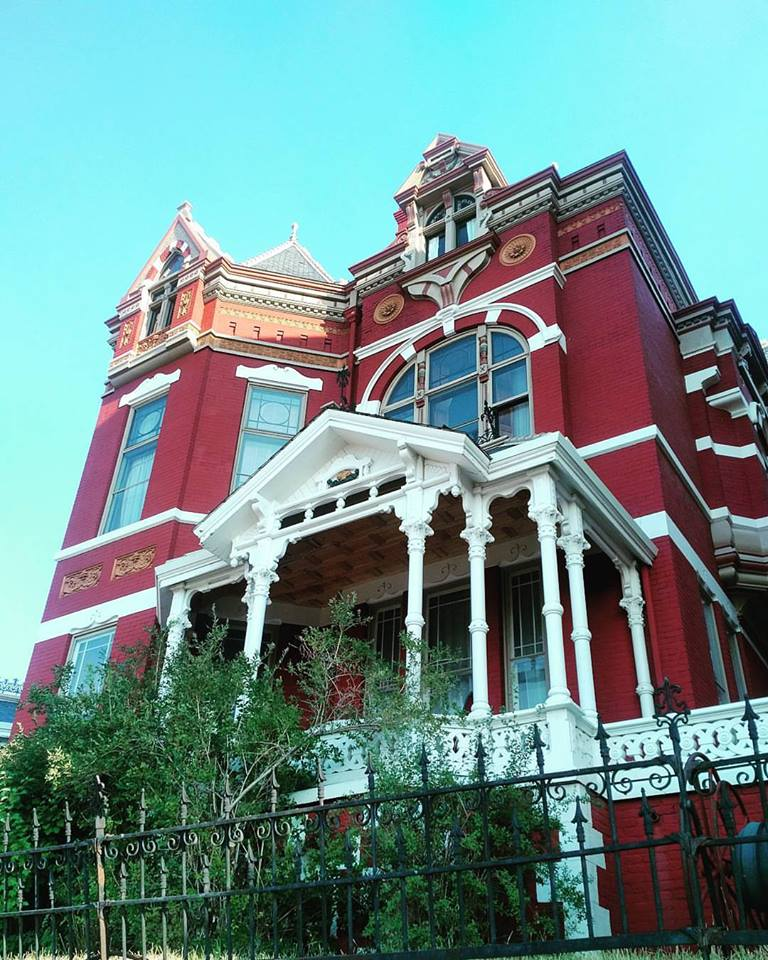
Copper King Mansion, construida entre 1884 y 1888 para el magnate William A. Clark

Butte alberga numerosos museos y otras instituciones educativas que relatan la historia de la ciudad. En 2002, Butte fue una de las únicas doce ciudades de Estados Unidos en ser nombrada Destino Distintivo por el National Trust for Historic Preservation. La biblioteca pública Butte Silver Bow, ubicada en 226 W. Broadway en la zona alta de Butte (la biblioteca BSB tiene dos sucursales, una en el centro comercial (South Branch) y una sucursal a tiempo parcial en la ciudad de Melrose) está dedicada a preservar la historia de la ciudad. La biblioteca de Butte fue creada en 1894 como "un antídoto contra la proclividad de los mineros por beber, prostituirse y jugar", diseñada para promover los valores de la clase media y promover una imagen de Butte como una ciudad cultivada. Además, los archivos públicos de Butte-Silver Bow almacenan y brindan acceso público a documentos y artefactos del pasado de Butte.

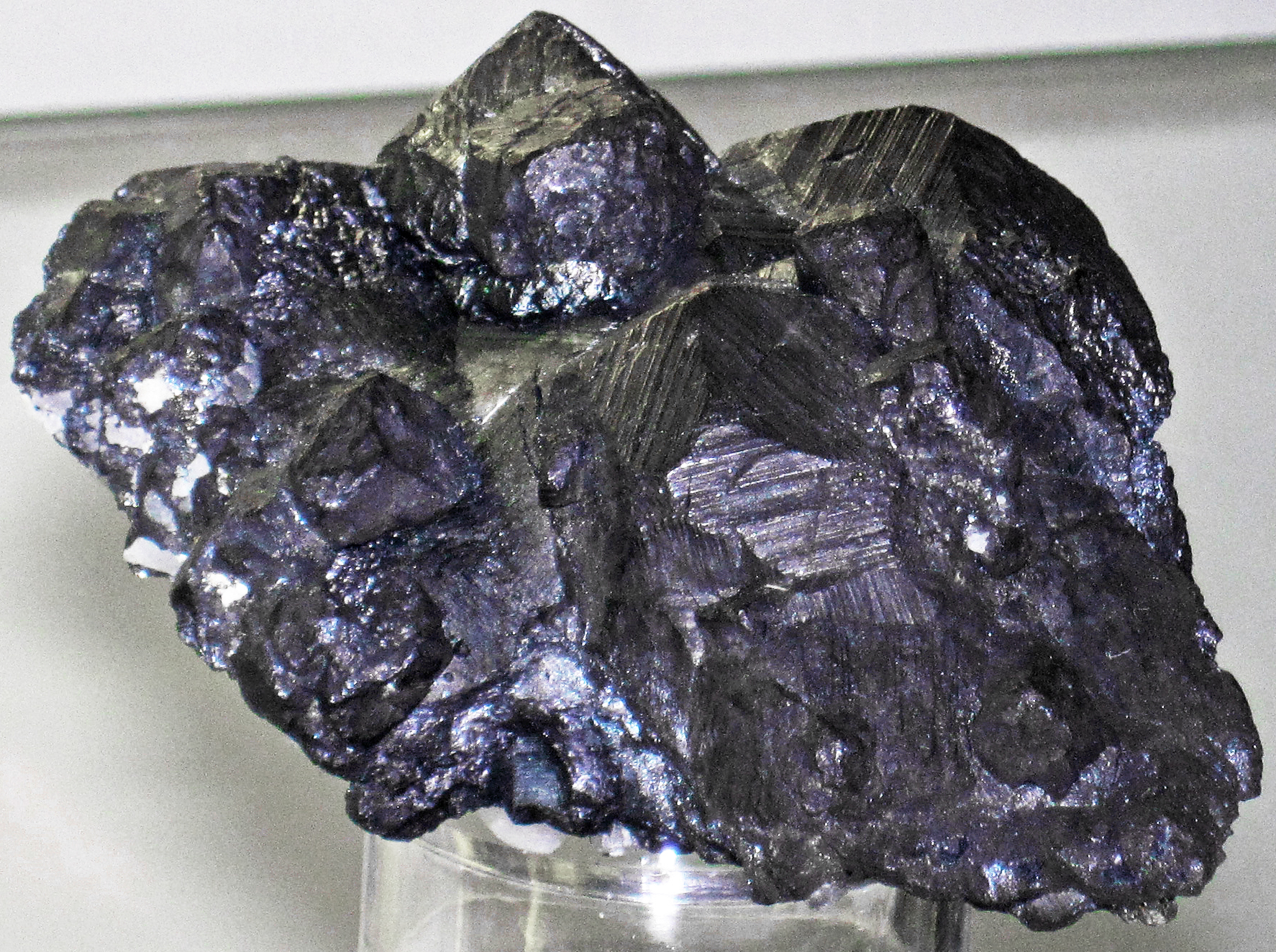
Espécimen de digenita-pirita de la antigua mina Leonard, exhibido en el Museo de Minerales MBMG

Varios museos y atracciones están dedicados a la historia minera de la ciudad, incluido el MBMG Mineral Museum (ubicado en el campus de Montana Tech) y el World Museum of Mining ubicado en la mina Orphan Girl en la parte alta de Butte, que presenta "Hell Roarin 'Gulch, "una maqueta de una ciudad minera fronteriza. Berkeley Pit, una gigantesca antigua mina de cobre a cielo abierto, también está abierta al público para su visualización. Otros museos están dedicados a preservar los elementos culturales de Butte: el museo Burdel Dumas, un antiguo burdel, se encuentra en Venus Alley, el antiguo barrio rojo histórico de Butte. Otro sitio notable es el Rookwood Speakeasy, un bar clandestino de la era de la prohibición que cuenta con una ciudad subterránea, y el Museo Mai Wah, dedicado a preservar la herencia asiática en las Montañas Rocosas.
La Mansión Copper King de 34 habitaciones en la parte alta de Butte fue construida en 1884 por William A. Clark, uno de los tres Reyes del Cobre de la ciudad. La mansión funciona como alojamiento y desayuno y como museo local, y a menudo se informa que es un sitio embrujado. El Art Chateau, que en un tiempo fue el hogar del hijo de Clark, Charles, fue diseñado a imagen de un castillo francés, y actualmente alberga la Butte-Silver Bow Arts Foundation.
Ubicada sobre Butte, en el extremo noreste de la ciudad, se encuentra la estatua de Nuestra Señora de las Rocosas, una estatua de 90 pies (27,4 m) estatua de la Santísima Virgen María, dedicada a las mujeres y madres de todo el mundo, situada en lo alto de la División Continental. La estatua fue levantada por aire al sitio el 17 de diciembre de 1985, después de seis años de construcción. Butte también alberga el Centro de Patinaje de Velocidad de Gran Altitud de Estados Unidos, una pista de patinaje de velocidad al aire libre utilizada como lugar de entrenamiento para los patinadores de la Copa del Mundo.
A lo largo de Uptown y Western Butte hay más de diez cabezas de mina subterráneas que son restos de la industria minera de la ciudad. Entre ellos se encuentran Anselmo, Steward, Original, Travona, Belmont, Kelly, Mountain Con, Lexington, Bell / Diamond, Granite Mountain y Badger. Como parte de un proyecto comunitario que comenzó alrededor de 2004, se repintaron varios marcos para la cabeza y se delinearon con luces led que se iluminan por la noche.

### Eventos y tradiciones

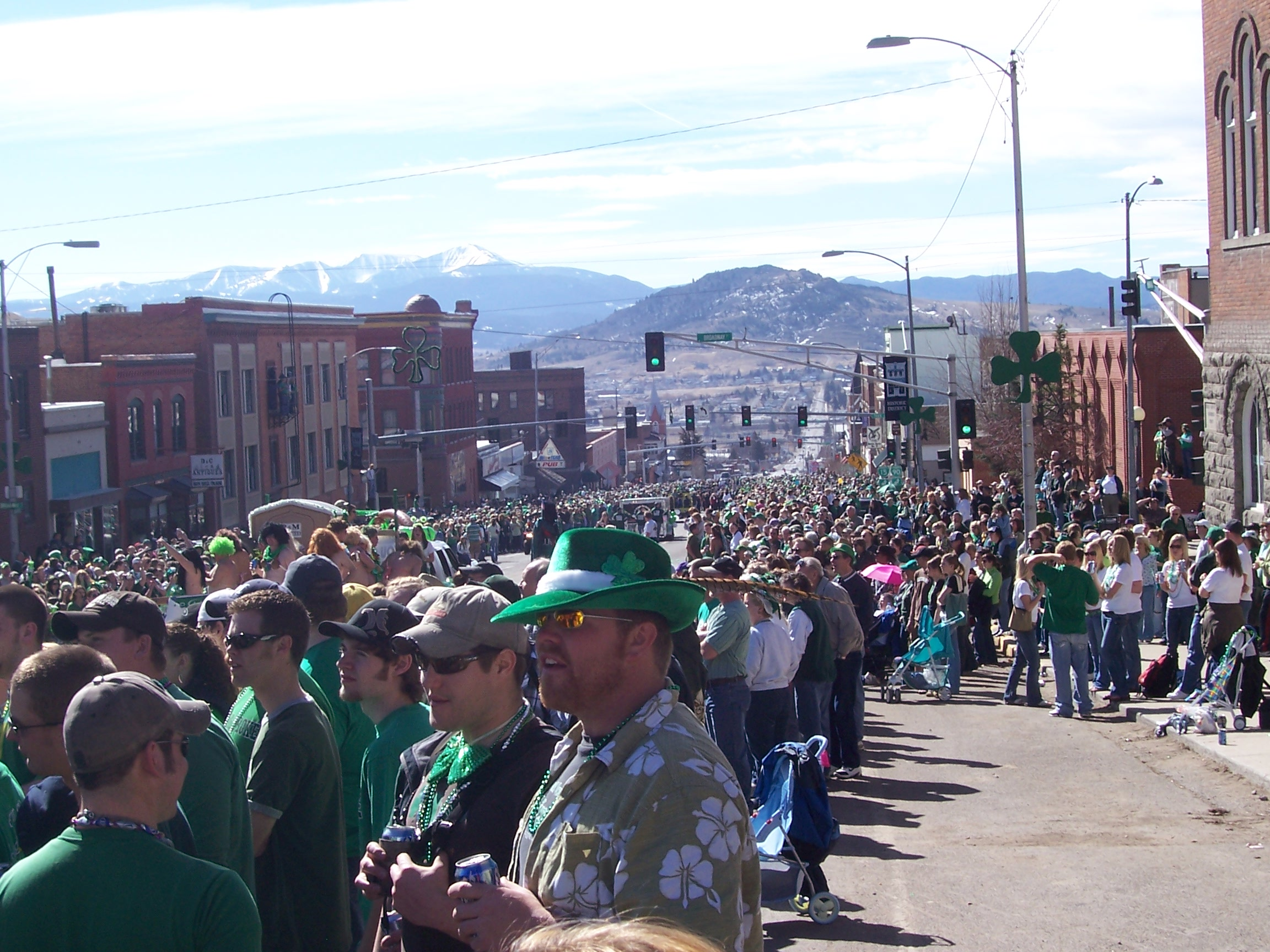
Festival del Día de San Patricio en Butte; la ciudad alberga la mayor cantidad de estadounidenses irlandeses per cápita de todas las ciudades de los Estados Unidos

La antigua comunidad católica irlandesa de Butte (que es la más alta per cápita de cualquier ciudad en los Estados Unidos) se celebra anualmente en el Día de San Patricio desde 1882. Cada año, alrededor de 30.000 juerguistas reúnen en el histórico distrito Uptown de Butte para disfrutar del desfile encabezado por la Antigua Orden de Hibernianos.
Una celebración anual más grande son los Días de Evel Knievel, que se llevan a cabo el último fin de semana de julio, para celebrar a Evel Knievel (nativa de Butte). El evento de fin de semana, que se lleva a cabo en Uptown Butte, presenta varias actuaciones de acrobacias, competencias deportivas, eventos para recaudar fondos y música en vivo.
Butte se está volviendo quizás más famoso por el Festival Folklórico Regional de Montana lleva a cabo el segundo fin de semana de julio. Este evento comenzó su ejecución en Butte como el Festival Nacional de Folklore de 2008 a 2010 y en 2011 hizo la transición a un festival de música de entrada gratuita. También se lleva a cabo en el verano el desfile del 4 de julio y el espectáculo de fuegos artificiales de Butte. En 2008, Barack Obama pasó su último 4 de julio antes de su presidencia haciendo campaña en Butte, asistiendo al desfile con su familia y celebrando el décimo cumpleaños de su hija Malia Obama.
El legado de los inmigrantes en Butte sigue vivo en la forma de diversas cocinas locales, incluida la empanada de Cornualles que fue popularizada por los mineros que necesitaban algo fácil de comer en las minas, la povitica, un pastel de pan de nueces eslavo que es un favorito de las fiestas. vendido en muchos supermercados y panaderías en Butte —y el sándwich de chuleta de cerdo deshuesada. El Pekin Noodle Parlour en Uptown es el restaurante chino de propiedad familiar más antiguo que opera continuamente en los Estados Unidos

## Preocupaciones ambientales

### Berkeley Pit

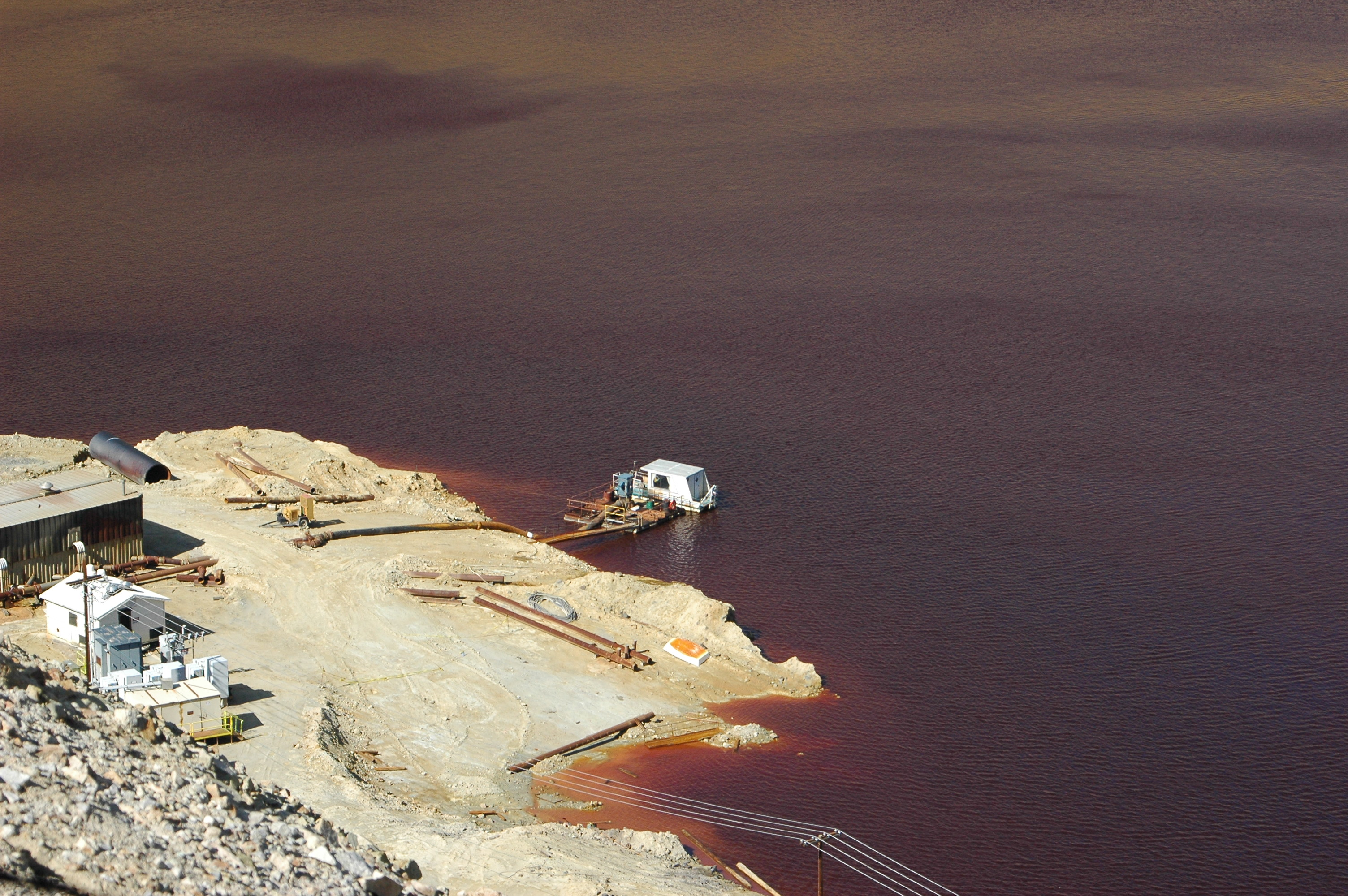
Debido a que su agua contiene altas concentraciones de metales como cobre y zinc, Berkeley Pit está catalogado como un sitio federal Superfund.

Después del cierre de las operaciones mineras de Berkeley Pit en 1982, las tuberías que bombeaban el agua subterránea fuera del pozo se cerraron, lo que provocó que el pozo se llenara lentamente de agua subterránea, creando un lago artificial. Solo dos años después, el pozo fue clasificado como un sitio Superfund y un sitio de peligro ambiental. El agua del pozo está contaminada con varios metales duros, como arsénico, cadmio y zinc.
No fue hasta los años 1990 que comenzaron los esfuerzos serios para limpiar Berkeley Pit. La situación ganó aún más atención después de que hasta 342 gansos migratorios eligieron el lago del pozo como lugar de descanso, lo que resultó en su muerte. Desde entonces, se han tomado medidas para evitar que se repita, que incluyen, entre otras, altavoces que emiten sonidos para ahuyentar a las aves acuáticas. Sin embargo, en noviembre de 2003, la instalación de tratamiento de Horseshoe Bend se puso en funcionamiento y comenzó a tratar y desviar gran parte del agua que habría entrado en el pozo. Berkeley Pit es un sitio Superfund y una atracción turística, visible desde una plataforma de observación. Según un informe de 2014, los científicos creen que Berkeley Pit puede alcanzar el nivel crítico de agua, potencialmente contaminando Silver Bow Creek, para el año 2023. Desde 2019, la Agencia de Protección Ambiental ordena a Montana Resources y Atlantic Richfield Co. que comiencen a tratar el agua del pozo, que luego se descargará en Silver Bow Creek a una tasa de 26 000 000 litros diarios. Nikia Greene, gerente de proyectos de la EPA para inundaciones mineras, aseguró en 2014: "El pozo es una bañera gigante. Hay un gradiente hidráulico en el pozo. Nunca dejaremos que el agua alcance el nivel crítico ".

### Río Upper Clark Fork
El río Upper Clark Fork, con Butte en la cabecera, es el sitio Superfund más grande de Estados Unidos, con una extensión de 161 km. Esta zona incluye las ciudades de Butte, Anaconda y Missoula. La actividad minera y de fundición en Butte resultó en una contaminación significativa de Butte Hill, así como de las áreas río abajo y a favor del viento. La tierra contaminada se extiende a lo largo de un corredor de 190 km que llega a Milltown cerca de Missoula y abarca áreas adyacentes como el sitio de la fundición Anaconda. Los sedimentos contaminados que salieron de las minas abandonadas fueron la causa principal de la contaminación en las cabeceras del río Clark Fork.
Entre la ciudad de Butte, río arriba, y la ciudad de Missoula, río abajo, se encuentra Deer Lodge Valley. En los años 1970, los ciudadanos locales y el personal de la agencia estaban cada vez más preocupados por los efectos tóxicos del arsénico y los metales pesados en el medio ambiente y la salud humana. La Anaconda Copper Mining Corporation (ACM), que se fusionó con Atlantic Richfield Corporation (ARCO) en 1977, es considerada una de las partes responsables de esta contaminación. Poco después, en 1983, ARCO cesó las operaciones de extracción y fundición en la zona de Butte-Anaconda.
Durante más de un siglo, la empresa Anaconda Copper Mining extrajo mineral de Butte y lo fundió en Butte (antes de c. 1920) y en la cercana Anaconda. Durante este tiempo, la fundición Anaconda liberó hasta 36 t por día de arsénico, 1540 t por día de azufre y grandes cantidades de plomo y otros metales pesados en el aire. En Butte, los relaves de la mina se vertieron directamente en Silver Bow Creek, creando 241 km penacho de contaminación que se extiende por el valle hasta la presa Milltown en el río Clark Fork, aguas arriba de Missoula. La contaminación transmitida por el aire y el agua envenenó el ganado y los suelos agrícolas en todo el Deer Lodge Valley. Los esfuerzos modernos de limpieza ambiental han continuado en el siglo XXI.

## Deportes
Jugando para la Pioneer Baseball League, los Butte Copper Kings estuvieron activos por primera vez entre 1979 y 1985, luego entre 1987 y 2000; A partir de 2018, el equipo se conoce como Grand Junction Rockies.
Los equipos de hockey de Butte han incluido a los Butte Irish (Liga de Hockey de América del Oeste) activos desde 1996 hasta 2002, después de lo cual se convirtieron en los Wichita Falls Wildcats ; y Butte Roughriders (Liga de Hockey del Pacífico Norte), activos desde 2003 hasta 2011. Butte Cobras, un equipo de la Liga de Hockey de los Estados del Oeste, estuvo activo desde 2014 hasta 2017. Luego, los Cobras compraron la franquicia de los Glacier Nationals en la North American 3 Hockey League (NA3HL) para la temporada 2017-18, pero el equipo quedó inactivo antes de jugar la temporada. Finalmente, comenzaron a jugar en la NA3HL durante la temporada 2018-19.
Los Butte Daredevils (Continental Basketball Association), activos desde 2006 hasta 2008, fueron nombrados en honor a la nativa de Butte, Evel Knievel.
Entre los equipos universitarios se cuentan los Montana Tech Orediggers, que han competido en la Frontier Conference de la NAIA desde la fundación de la liga en 1952. La escuela alberga baloncesto, fútbol, golf y voleibol femenino para hombres y mujeres.
En octubre de 2020, Butte recibió un equipo en la Expedition League para comenzar a jugar en mayo de 2021.

## Educación

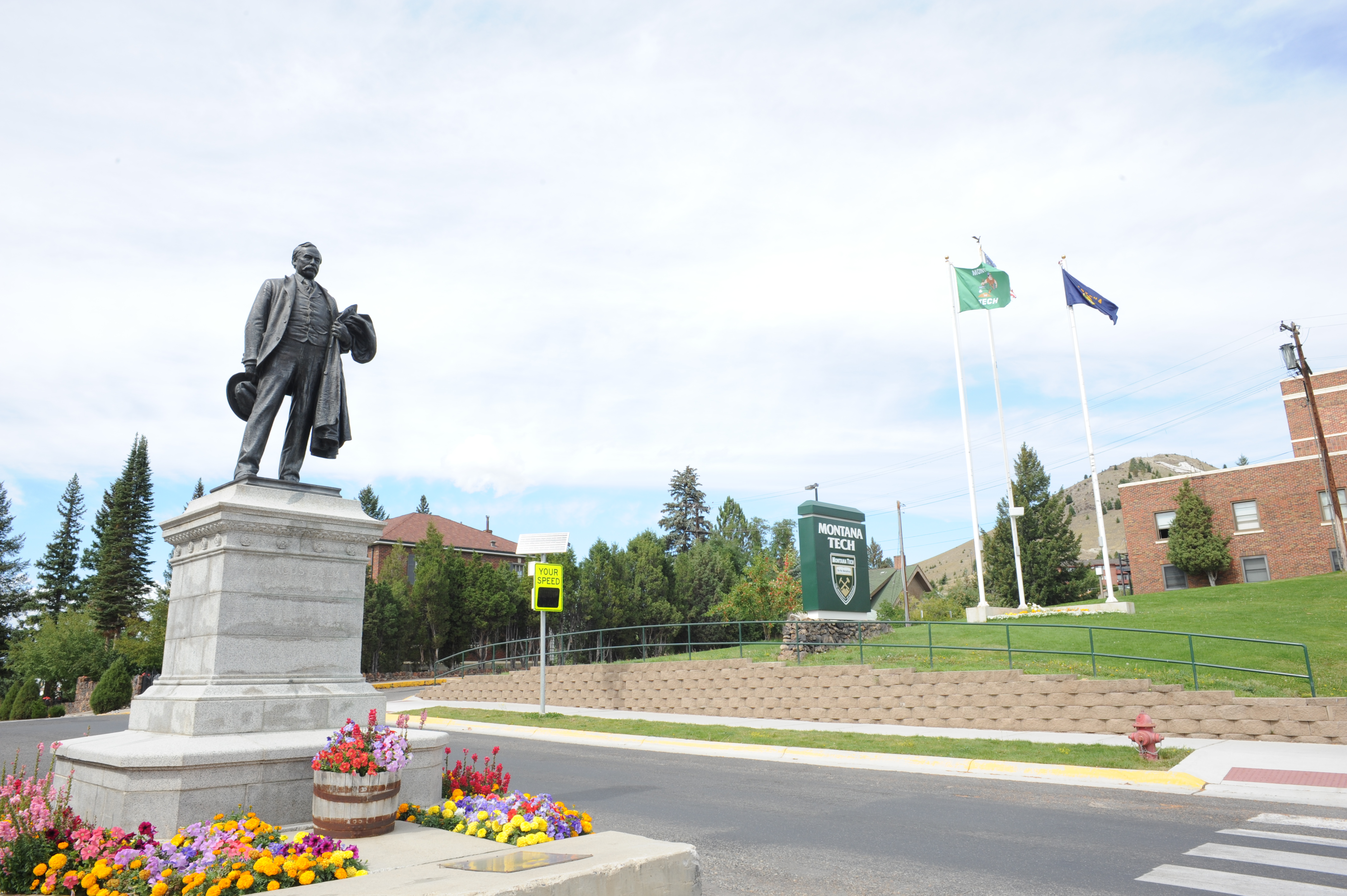
Entrada de Montana Tech. A la entrada se encuentra una estatua de Marcus Daly de Augustus Saint-Gaudens

La educación pública es proporcionada por las Escuelas Públicas de Butte. Butte High School tiene alrededor de 1300 estudiantes. En correspondencia con el sistema de Escuelas Públicas de Butte, la Fundación Educativa Butte se estableció en 2006, cuyo objetivo es revitalizar las escuelas públicas en un esfuerzo por atraer nuevos negocios y residentes. En la declaración de misión de la fundación, se señala que existe la "necesidad de demostrar un compromiso genuino y continuo con la educación pública". Las escuelas suelen ser lo primero que preguntan los visitantes cuando ven a Butte como un posible nuevo hogar.
Hay varias escuelas privadas en Butte: Butte Central Catholic High School opera bajo la Diócesis de Helena, que también opera Butte Central Elementary, una escuela primaria católica. Otras escuela primaria privada es la Silver Bow Montessori, que sigue el método Montessori.
El primer instituto de educación superior en Butte fue la Escuela de Minas de Montana, que se estableció en 1889, el año de la condición de estado de Montana. La universidad cambió su nombre a Montana Tech a mediados del siglo XX y en 1994 se afilió a la Universidad de Montana. La universidad se especializa en ingeniería, así como en investigación geológica e hidrogeológica. Fue clasificado como no. 4 de US News & World Report en 2017 como "Mejores universidades regionales de Occidente". Montana Tech de la Universidad de Montana cambió oficialmente su nombre a Universidad Tecnológica de Montana en 2018. La Universidad Tecnológica de Montana también alberga Highlands College, una universidad de dos años que otorga títulos de asociado y comercio.

## Medios de comunicación

### Radio y televisión
Las principales estaciones de AM en Butte son KBOW AM 550 (país), KANA 580 (antiguas) y KXTL 1370 (antiguas y programas de radio). Las estaciones de FM incluyen KAPC 91.3 Montana Public Radio (a través de la Universidad de Montana); KAAR 92,5 (país); KOPR 94.1 (rock clásico), KMBR 95.5 (rock convencional), KQRV 96.9 (country), KGLM 97.7 (contemporáneo), KMSM 103.9 (variedad) y radio comunitaria KBMF 102.5 (clásica; a través de la Universidad Estatal de Montana).
Butte comparte su mercado de Neilsen con el cercano Bozeman, con el que forma el 194º mercado de televisión más grande de Estados Unidos. Las principales estaciones de televisión locales son la KXLF (Canal 4), una filial de CBS / CW y la estación de televisión más antigua del estado de Montana; la KTVM (Canal 6), una afiliada de la NBC con programación adicional de la cercana KECI-TV en Missoula; la KUSM (Canal 9), una filial de PBS que transmite desde la Universidad Estatal de Montana en Bozeman; y la KWYB (Canal 19), una afiliada de ABC / FOX y última de las cadenas de los "Tres Grandes" en salir al mercado (1992). Antes de esto, las transmisiones de ABC de Butte provenían de KUSA-TV en Denver, Colorado y FOX de la ahora desaparecida estación de Butte KBTZ.

### Periódicos
Butte tiene un diario local, un periódico semanal y varios periódicos de todo el estado de Montana. The Montana Standard es el diario de Butte. Fue fundado en 1928 y es el resultado de la fusión de The Butte Miner y Anaconda Standard en un solo diario. The Standard es propiedad de Lee Enterprises. The Butte Weekly es otro periódico local.

## En la cultura popular

### Cine y televisión
Butte ha aparecido en numerosas películas. La primera película que destacó a Butte fue Evel Knievel (1971), una película biográfica de Evel Knievel, una nativa de Butte. El thriller de 1976 The Killer Inside Me, protagonizado por Stacy Keach y Susan Tyrrell y ambientado en la pequeña ciudad de Montana, también se rodó parcialmente en Butte en septiembre de 1974. La ciudad apareció en Runaway Train (1985), filmada en parte en Butte, Anaconda and Pacific Railway, y en la miniserie Return to Lonesome Dove (1993). Otra película rodada en Butte es FTW (1994).
La película animada Beavis y Butt-head Do America (1996) representa a Butte. En 2004, la película de Wim Wenders Llamando a las puertas del cielo fue ambientada y filmada en Butte. En 2015, la película de terror Dead 7, producida por SyFy, protagonizada por Nick Carter y AJ McLean de los Backstreet Boys, así como Joey Fatone de 'NSync, fue filmada en los patios de la mina Anselm de la ciudad. La película de 2019 Juanita está ambientada en Butte. 
La ciudad ha sido objeto de varios documentales, entre ellos Die Vergessene Stadt: Butte, Montana (1992), un documental alemán de Thomas Schadt, y Butte, America (2008), narrado por Gabriel Byrne.

### Representaciones literarias
Una de las primeras representaciones literarias de Butte fue la de Mary MacLane, una diarista que escribió sobre su vida al crecer en la ciudad a principios del siglo XX. Sus diarios se publican bajo el título Espero la venida del diablo, y han sido reconocidos como progenitores de la escritura confesional. Butte responde a la descripción poco halagadora de la ciudad ficticia de Poisonville en la novela Red Harvest de Dashiell Hammett, que también alude a la masacre de Anaconda Road en 1920. La novela de 1980 The Butte Polka de Donald McCaig también incorpora la historia minera de la ciudad en su trama, con un personaje que desaparece de su puesto en una mina de cobre de Butte.
Se pueden encontrar representaciones literarias más contemporáneas de Butte en Buster Midnight's Cafe (1998), de Sandra Dallas, así como en la novela de ficción histórica Go By Go, de Jon A. Jackson, que describe el desastre de la mina Speculator de 1917. Las novelas Work Song (2010), y Sweet Thunder (2013), de Ivan Doig, están ambientadas en Butte en 1919 y 1920 respectivamente, después de la Primera Guerra Mundial. Confessions of a Shanty Irishman, de Michael Corrigan, tiene un capítulo-historia ambientado en Butte durante el desastre de la mina Speculator y los disturbios subsiguientes.

## Ciudades hermanas
- Altensteig, Baden-Württemberg, Alemania [170]
- Bytom, Silesian Voivodeship, Polonia[171]

## Otras lecturas

### Contaminación y limpieza tóxica
Materiales bibliográficos
Recursos web
- Agencia de Protección Ambiental de los Estados Unidos. 2005a. Región 8 - Superfund: Guía del ciudadano sobre Superfund. Actualizado el 27 de diciembre de 2005. www.epa.gov/ Consultado el 27 de diciembre de 2005.
- ______. 2005b. "Programa de Justicia Ambiental (EJ) de la Región 8 de la EPA". Actualizado el 24 de marzo de 2005). www.epa.gov/region8/ej/ Consultado 05. Enero 06.
- ______. 2004a. Propuesta de limpieza de Superfund, Unidad Operable de Suelos Prioritarios de Butte del Sitio Superfund de Silver Bow Creek / Butte Area, epa.gov, consultado el 20 de diciembre de 2004.
- ______. 2004b. "Registro de decisión del río Clark Fork", disponible en epa.gov
- ______. 2002a. Kit de herramientas de participación comunitaria de Superfund. EPA 540-K-01-004. *
- ______. 2002b. "Butte se beneficia de un acuerdo de limpieza de 78 millones de dólares". Disponible en epa.gov
- ______. 1998. Kit de herramientas y manual de participación comunitaria de Superfund. Washington, DC: Oficina de Respuesta a Emergencias y Remedios.
- ______. 1996. "Registro del Superfondo de la EPA de la Decisión R08-96 / 112". Disponible en epa.gov
- ______. 1992. "Equidad ambiental: reducción del riesgo para todas las comunidades". EPA A230-R-92-008; dos volúmenes (junio de 1992).
- Sociedad de Antropología Aplicada. 2005. "Proyecto Townsend de la SFAA, estudio de caso tres, los sitios del superfondo de Clark Fork en el oeste de Montana". sfaa.net, consultado el 23 de noviembre de 2005
- Centro de Información Ambiental de Montana. 2005. "Superfondo federal: Plan de la EPA para suelos con prioridad Butte". Disponible en meic.org
- Murray, C. y DR Marmorek. 2004. "Gestión adaptativa: un enfoque basado en la ciencia para gestionar los ecosistemas frente a la incertidumbre". Preparado para su presentación en la Quinta Conferencia Internacional sobre Ciencia y Gestión de Áreas Protegidas: Hacer que la Gestión Basada en los Ecosistemas funcione, Victoria, Columbia Británica, 11 al 16 de mayo de 2003. ESSA Technologies, BC, Canadá.
- Academia Nacional de Ciencias. 2005. Informe de la Academia Nacional de Ciencias sobre Superfondo y Megasitios mineros: lecciones de la cuenca del río Coeur d'Alene. Disponible en epa.gov
- Empleados Públicos de Responsabilidad Ambiental. 2005. "Cortar y correr: la EPA traiciona a otra ciudad de Montana: una historia de Butte, el sitio Superfund más grande de los Estados Unidos". Comunicado de prensa (18 de agosto de 2005), peer.org, consultado el 15 de septiembre de 2005
- Southland, Elizabeth. 2003. "Megasitios: Presentación para el Subcomité de Superfondo de NACEPT". www.epa.gov/oswer/docs/naceptdocs/megasites.pdf, consultado el 22 de abril de 2005.

Recursos académicos
- Centro de Supervisión Ambiental Pública. 2002. "Mesa Redonda sobre Manejo a Largo Plazo en la Limpieza de Sitios Contaminados". Informe de una mesa redonda celebrada en Washington, DC, 28 de junio de 2002, cpeo.org, consultado el 19 de diciembre de 2005.
- Caso, Bridgette Dawn. "El sindicato protector de las mujeres: Sindicato de mujeres activistas en una ciudad sindical, 1890-1929" (Tesis doctoral. Universidad Estatal de Montana-Bozeman, 2004) en línea
- Curran, Mary E. 1996. "El terreno en disputa de Butte, Montana: paisajes sociales de riesgo y resiliencia". Tesis de maestría, Universidad de Montana.
- LeCain, Timothy. 1998. "Montañas en movimiento: tecnología y medio ambiente en la minería del cobre occidental". Tesis de Doctorado, Universidad de Delaware.
- Quivik, Frederic. 1998. "Humo y relaves: una historia ambiental de las tecnologías de fundición de cobre en Montana, 1880-1930". Tesis de Doctorado, Universidad de Pensilvania.

### Otro
- Mercier, Laurie. 2001. Anaconda: Trabajo, comunidad y cultura en la ciudad de fundición de Montana (University of Illinois Press).
- Parrett, Aaron (2015). Literary Butte: A History in Novels & Film. The History Press. ISBN 978-1-626-19836-4.
- St. Clair, Jeffrey. 2003. "Algo sobre Butte." Counterunch, una revista en línea www.counterpillar.org, consultada el 3 de octubre de 2005.
- Toole, K. Ross. 1954. "Una historia de la empresa minera de cobre Anaconda: un estudio de las relaciones entre un estado y su pueblo y una empresa, 1880-1950". Tesis de Doctorado, Universidad de California-Los Ángeles.